# Boombox
Boombox ist das sechste Studioalbum der Beatsteaks. Es erschien am 28. Januar 2011 bei Warner Music. Das Album erreichte unmittelbar Platz eins der deutschen Albumcharts und brachte die Band so erstmals an die Spitze der deutschen Charts.

## Entstehung und Stil
Zum Albumtitel sagte Gitarrist Bernd Kurtzke, die Band habe verschiedene Titel auf eine Wand im Proberaum geschrieben:

„Ich glaube, Peter hat dann irgendwann ganz klein "Boombox" drauf geschrieben, auch nicht in der Erwartung, dass sich irgendjemand dafür interessieren wird. Es entspricht auch genau dem, was wir gerade machen. fünf Leute in ner Box, und die macht boom, ne? Außerdem hören wir uns die Roughmixe, die ja täglich reinkommen, auf einer Boombox ab, also auf so einem kleinen Ghettoblaster. Das ist so eine Referenzabhöre für uns, wenn es da gut klingt, funktionierts auf jeder beschissenen Anlage der Welt.“

Bassist Torsten Scholz gab an, dass die Beatsteaks sich konsequent mit den einzelnen Songs beschäftigt hätten: „Waren bei der letzten Platte vielleicht zwei, drei Songs in einem drin, haben wir es bei dieser Platte konsequenter durchgezogen. Die Sachen sind beim ersten Hören vielleicht ein bisschen poppiger und eingängiger, sind aber in sich relativ vielschichtig.“
Der Stil von Boombox ist im Gegensatz zum Vorgänger Limbo Messiah wesentlich ruhiger, lediglich Bullets from Another Dimension und Behaviour ähneln mit schnellen Drums und einem hohen Tempo ein wenig dem Stil des Vorgängeralbums, das sehr stark von schnellem und aggressivem Punkrock geprägt war. Sehr auffällig ist, dass bei Boombox viele Lieder im 3/4- bzw. 6/8-Takt geschrieben sind, somit haben diese Songs einen eigenen, ungewohnten Stil, wie man ihn von den Beatsteaks zuvor nicht gehört hatte.
Wie bei den vorherigen Alben haben einige Bandmitglieder wieder einige Gesangsparts übernommen, somit werden von Peter Baumann einige Strophen bei Under a Clear Blue Sky und von Bernd Kurtzke der komplette Song Behaviour gesungen. Der Grund dafür sei der, dass mehrere Gesangsstimmen die Musik auf einem Album bunter machten, wie Sänger Arnim Teutoburg-Weiß in einem Interview sagte.

## Rezeption
Josef Gasteiger von Laut.de vergab vier von fünf Sternen für das Album und schrieb: „Man wird das Gefühl nicht los, als ob das Quintett nun die nötige Selbstsicherheit besitze, um sich nicht mehr hinter viel Tempo und (ja nicht Punk sagen!) Krach verstecken zu müssen.“ Das Album präge sich in kurzer Zeit ein. Er resümierte: „Ärzte hin oder her, mit der "Boombox" gehört der Rockthron in Berlin endgültig den Beatsteaks!“ Das Online-Portal Plattentests.de vergab 7 von 10 Punkten und sah in Boombox einen würdigen Nachfolger zu Limbo Messiah: "'Boombox' ist ein weiteres Klassealbum geworden."

## Singles
Die erste Single Milk & Honey erschien am 14. Januar 2011 als Maxi-CD und wurde am 3. Dezember 2010 als Download zur Verfügung gestellt. Die Noten des Songs wurden bereits Monate zuvor veröffentlicht, da die Beatsteaks aufgerufen hatten, diesen Song zu spielen und eine eigene Version zu veröffentlichen. Schließlich hatte die Band die zwei besten Coverversionen ausgewählt und sie mit auf der Single veröffentlicht. Am 25. März 2011 erschien mit Cheap Comments die zweite Singleauskopplung. Am 1. Juli 2011 wurde die dritte Single Automatic veröffentlicht, auf der neben dem Song selbst auch mehrere Coversongs und Versionen von Automatic zu finden sind.

## Titelliste
1. Fix It – 2:56
2. Milk & Honey – 3:04
3. Cheap Comments – 3:17
4. Let’s See – 2:55
5. Bullets from Another Dimension – 2:40
6. Under a Clear Blue Sky – 3:22
7. Access Adrenalin – 3:15
8. Behaviour – 1:13
9. Automatic – 4:54
10. Alright – 2:20
11. House on Fire – 3:51